# Disney-ABC Domestic Television
Disney-ABC Domestic Television (tidigare: Buena Vista Television) är ett amerikanskt TV-bolag och ingår i Walt Disney Company. Det grundades 1985 och ägnar sig huvudsakligen åt distribution av program producerade av Disneys övriga TV-produktionsbolag; Walt Disney Television och Touchstone Television, samt dess TV-kanaler - däribland ABC och Disney Channel. Dessutom distribuerar man samtliga Disneyägda filmbolags filmer till TV. Utöver distributionsverksamheten producerar man en mindre mängd TV-program, främst pratprogram och tävlingsprogram - dock inga dramaproduktioner. Bland dessa egna produktioner återfinns bland annat den amerikanska versionen av Vem vill bli miljonär? och Tony Danzas nu nedlagda talkshow.
För TV-distribution utanför den amerikanska marknaden svarar Disney–ABC International Television.